# Ліхтенау (Саксонія)
Ліхтенау (нім. Lichtenau) — громада в Німеччині, розташована в землі Саксонія. Входить до складу району Середня Саксонія.
Площа — 48,95 км2. Населення становить 7063 ос. (станом на 31 грудня 2020).